# Liste der Kulturdenkmäler in Herborn (bei Idar-Oberstein)
In der Liste der Kulturdenkmäler in Herborn sind alle Kulturdenkmäler der rheinland-pfälzischen Ortsgemeinde Herborn aufgeführt. Grundlage ist die Denkmalliste des Landes Rheinland-Pfalz (Stand: 12. Juni 2023).

## Einzeldenkmäler
| Bezeichnung | Lage                | Baujahr | Beschreibung                                                                                               | Bild            |
| ----------- | ------------------- | ------- | --- | --------------- |
| Quereinhaus | Hauptstraße 32 Lage |         | Quereinhaus, heutiges Erscheinungsbild aus dem frühen 20. Jahrhundert, rückwärtig Schleifereiraum angebaut | Fotos hochladen |